# Brain (wirus komputerowy)
Brain – najstarszy wirus komputerowy pracujący w systemie DOS, odkryty na pecetach w 1986 roku. Wirus zainfekował komputery na całym świecie atakując pierwszy sektor dyskietek włożonych do zarażonych komputerów. Wirus rozprzestrzeniał się na IBM-PC i na kompatybilnych systemach operacyjnych PC-DOS i IBM-DOS. Autorami wirusa są dwaj Pakistańczycy, bracia Amjad Farooq Alvi i Basit Farooq Alvi. Chcieli oni w ten sposób sprawdzić zabezpieczenia systemu operacyjnego DOS w porównaniu z innymi konkurencyjnymi systemami (m.in. Unix i Sinix).
Wirus wyświetlał następujący komunikat (choć były również inne warianty tekstu):
```
Welcome to the Dungeon
(c) 1986 Basit & Amjad (pvt) Ltd.
BRAIN COMPUTER SERVICES
730 NIZAB BLOCK ALLAMA IQBAL TOWN
LAHORE-PAKISTAN PHONE :430791,443248,280530.
Beware of this VIRUS....
Contact us for vaccination............ $#@%$@!!

```